# Massoutiera mzabi
Massoutiera mzabi és una espècie de mamífer rosegador de la família dels ctenodactílids. Viu a Algèria, el Txad, Mali i el Níger. Es tracta d'un animal diürn i majoritàriament solitari. El seu hàbitat natural són les zones rocoses, on busca refugi a les esquerdes i fissures. Es creu que no hi ha cap amenaça significativa per a la supervivència d'aquesta espècie, tot i que podria estar afectada pel sobrepasturatge i la sequera.